# Nāḩiyat Markadah
Nāḩiyat Markadah (arabiska: ناحية مركدة) är ett subdistrikt i Syrien.   Det ligger i provinsen al-Hasakah, i den östra delen av landet, 500 km nordost om huvudstaden Damaskus.
Trakten runt Nāḩiyat Markadah är ofruktbar med lite eller ingen växtlighet. Runt Nāḩiyat Markadah är det ganska tätbefolkat, med 179 invånare per kvadratkilometer.